# Badreh
Badreh (farsi بدره) è una città dello shahrestān di Darrehshahr, circoscrizione di Badreh, nella provincia di Ilam. Aveva, nel 2006, una popolazione di 3.775 abitanti.